# Vörå
Vörå (in finlandese Vöyri) è un comune finlandese di 6287 abitanti, situato nella regione dell'Ostrobotnia. Fu creato nel 2011, dalla fusione dei comuni di Vörå-Maxmo e Oravais. Vörå-Maxmo fu creato nel 2007 dai comuni di Vörå (vecchio) e Maxmo.

## Società

### Lingue e dialetti
Le lingue ufficiali di Vörå sono lo svedese ed il finlandese, e 4,9% parlano altre lingue.
| %     | Ripartizione linguistica (gruppi principali) |
| ----- | -------------------------------------------- |
| 82,5% | madrelingua svedese                          |
| 12,5% | madrelingua finlandese                       |

## Maxmo

Stemma di Maxmo

Stemma di Vörå

L'ex comune aveva una popolazione di 1 037 abitanti (2003) ed una superficie di 148,06 km² di cui un quarto costituito da terra. La maggioranza era di lingua svedese (90%) e la minoranza di lingua finlandese (8%).

## Oravais

Stemma di Oravais

L'ex comune aveva una popolazione di 2 242 abitanti (2012) ed una superficie di 206,84 km². La maggioranza era di lingua svedese (79%), una minoranza di lingua finlandese (11%) ed altre lingue (10%).

## Vörå
L'ex comune aveva una popolazione di 3 524 abitanti (2003) ed una superficie di 427,50 km² di cui 2,38 km² di acque. La maggioranza era di lingua svedese (85%) e la minoranza di lingua finlandese (14%).